# Francisco Badaró
Francisco Badaró är en kommun i Brasilien.   Den ligger i delstaten Minas Gerais, i den sydöstra delen av landet, 600 km öster om huvudstaden Brasília. Antalet invånare är 10 244.
Omgivningarna runt Francisco Badaró är huvudsakligen savann. Runt Francisco Badaró är det glesbefolkat, med 14 invånare per kvadratkilometer.